# (25631) 2000 AJ55
(25631) 2000 AJ55 è un asteroide della fascia principale. Scoperto nel 2000, presenta un'orbita caratterizzata da un semiasse maggiore pari a 2,949667 UA e da un'eccentricità di 0,096606, inclinata di 11,546079ª rispetto all'eclittica. Ha un diametro di 6,803 km, un periodo di rotazione di 10,028 ore e un'albedo di 0,200.
Fa parte della famiglia di asteroidi San Marcello.